# Voxel School
Voxel School es un centro universitario dedicado a las artes digitales ubicada en Calle de los Vascos, 25 – Madrid, España. Como centro especializado en formación boutique en las ramas del arte digital para videojuegos, el diseño gráfico, los VFX o efectos visuales, y la animación digital; Voxel School es un centro adscrito a la Universidad de Deusto y centro asociado a la Universidad Complutense de Madrid.

## Formación de grado y de posgrado
La institución basa su formación académica en las áreas de animación digital, videojuegos, efectos especiales, visualización arquitectónica digital y diseño web. Desde 2016, Voxel School es centro asociado de la Universidad Complutense de Madrid y Centro Universitario adscrito a la Universidad de Deusto. Cuenta, además, con una alianza estratégica con PlayStation, impartiendo maestrías con su sello. En 2018, fue integrada a la Asociación Española de Videojuegos (AEVI) como el primer miembro de índole educativa.
En 2018, los proyectos salidos producidos por el alumnado de Voxel School ganaron tres de los siete premios que otorga PlayStation Talents. "Mejor juego Competitivo online" fue ganado por Aces of the Multiverse, de Aguacate Studio. "Mejor arte" fue ganado por Twogether: Project Indigos, de Flaming Llama Games. Y "Mejor juego infantil" fue ganado por Childhood, de Kalpa Games.
Voxel School ha sido además reconocida como una de las mejores escuelas del mundo por el prestigioso ranking internacional "The Rookies". 

Sus estudiantes han añadido a su palmarés de reconocimientos varios premios LAUS. 

## Oferta académica

### Grados Universitarios Oficiales
- Grado en Diseño y Arte Digital para Videojuegos
- Grado en Animación Digital
- Grado en Composición, Postproducción y Efectos Visuales (VFX)
- Grado en Diseño Gráfico y Motion Graphics

### Máster Universitario Oficial
- Máster Oficial Universitario en Investigación y Creación en Arte Digital

### Máster — Máster de Formación Permanente UCM & Titulación Propia

#### 3D y Videojuegos
- Máster UCM en PlayStation Talents en Marketing, Comunicación y Producción de Videojuegos
- Máster UCM en Arte Digital para Videojuegos
- Máster en Escultura Digital

#### ArchVIZ
- Máster en Visualización Arquitectónica y Realidad Virtual (ArchVIZ)

#### Concept Art e Ilustración
- Máster en Cómic e Ilustración Editorial
- Máster en Concept Art

#### VFX · Efectos Visuales
- Máster UCM en VFX (Efectos Visuales)

#### Animación
- Máster UCM en Animación Digital
- Máster en Animación Digital 2D
- Máster en Animación Digital 3D

#### Diseño y Publicidad
- Máster UCM en Dirección de Arte en Creatividad Publicitaria
- Máster en Motion Graphics

### Máster Avanzado

#### Modelado y Texturizado para Videojuegos AAA
- Máster Avanzado en Modelado y Texturizado de Environments & Props para Videojuegos AAA
- Máster Avanzado en Modelado y Texturizado de Characters para Videojuegos AAA
- Máster Avanzado en Modelado y Texturizado en Técnicas Hard Surface para Videojuegos AAA

#### Technical Artist para Videojuegos AAA
- Máster Avanzado en Technical Artist para Videojuegos AAA

#### VFX y Animación
- Máster Avanzado en Producción de VFX
- Máster Avanzado en Iluminación y Render para Animación y VFX

### Professional Mentorship Programs
Programa dirigido a la optimización y profesionalización de portfolio o reel con un acompañamiento 1 a 1 con un mentor profesional.
- PMP in Concept Art for Character & Environment Design — Dirigido por Alfonso Blaas
- PMP in 3D Character Animation — Dirigido por Kike Oliva
- PMP in 2D Character Animation — Dirigido por Vittorio Pirajno